# Madeleine Madden
Madeleine Madden (Sídney, 29 de enero de 1997) es una actriz australiana. Principalmente conocida por interpretar el personaje de Egwene al'Vere en la serie de televisión de Amazon Prime, La rueda del tiempo y por su papel protagónista en la película Dora y la ciudad perdida.

## Biografía

### Infancia y educación
Madden nació en 1997 y creció en Redfern, un suburbio del centro de la ciudad de Sídney, donde asistió al Rose Bay Secondary College. Hija de Lee Madden y de Hetti Perkins, curadora de arte y escritora. Madden creció en una familia con una larga tradición política; es bisnieta de Arrernte Hetty Perkins, anciana y matriarca del pueblo Arrernte, un grupo aborigen de Australia Central y nieta del activista y jugador de fútbol Charles Perkins. Su tía es la directora de cine Rachel Perkins. Tiene dos hermanas mayores y dos medias hermanas menores, incluida la actriz Miah Madden. Su padre murió en un accidente automovilístico en 2003.

### Carrera en la actuación
En 2010, a los 13 años, se convirtió en la primera adolescente en Australia en pronunciar un discurso a la nación, cuando pronunció un discurso de dos minutos sobre el futuro de los indígenas australianos. Se transmitió a seis millones de espectadores en todas las cadenas de televisión gratuitas de Australia.
Protagonizó como Chloe la primera serie de drama adolescente aborigen de Australia, Redfern Now (2012-2013), sobre la vida de seis familias aborígenes australianas que viven en el centro urbano de Redfern en Sídney. En 2014 protagonizó otras series australianas como The Moodys, Jack Irish, My Place y The Code. Al año siguiente actuó en la serie Ready for This (2015). La serie sigue a cinco adolescentes indígenas que se aventuran por todo el país hasta Sídney para perseguir sus sueños. En 2016, protagonizó la miniserie Tomorrow, When the War Began, basada en la serie de libros para adultos jóvenes del mismo título del escritor australiano John Marsden.
En 2018, interpretó a Marion Quade en la miniserie Picnic at Hanging Rock, Crystal Swan en la miniserie de televisión Mystery Road e Immy DuPain en la serie Pine Gap. En 2021 dio vida al personaje de Egwene al'Vere en la adaptación para televisión de Amazon de las novelas La rueda del tiempo del autor estadounidense James Oliver Rigney. En mayo de 2021, la serie se renovó para una segunda temporada y en julio de 2022 para una tercera temporada.
En la gran pantalla ha protagonizado varios cortometrajes de Deborah Mailman y Meryl Tankard. El primer largometraje en el que ha actuado fue Around the Block en 2013 junto con Christina Ricci y Jack Thompson. En 2019, Madden hizo su debut en una producción de Hollywood cuando interpretó a Sammy en la película de Nickelodeon, Dora y la ciudad perdida.
En 2024 prestó su voz a la protagonista principal de la serie de animación Ark: The Animated Series, Helena Walker, un personaje aborigen australiano y paleontóloga.

## Filmografía

### Cine
| Año            | Título                   | Papel       | Notas                |
| -------------- | ------------------------ | ----------- | -------------------- |
| 2009           | Ralph                    | Maddie      | Cortometraje         |
| 2011           | Moth                     | Trinni      | Cortometraje         |
| 2012           | The Hoarders             | Lily        | Cortometraje         |
| 2013           | Around the Block         | Williemai   | Película australiana |
| 2014           | Frontier                 | Toora       | Cortometraje         |
| 2016           | Gimpsey                  | Jaze        | Cortometraje         |
| 2018           | Cooee                    | Ripley      | Cortometraje         |
| 2019           | Dora y la ciudad perdida | Sammy Moore |                      |
| (Fuente: IMDb) |                          |             |                      |

### Televisión
| Año            | Título                       | Papel               | Notas                                         |
| -------------- | ---------------------------- | ------------------- | --------------------------------------------- |
| 2009           | My Place                     | Laura               | Episodio: «2008 Laura»                        |
| 2012–2013      | Redfern Now                  | Chloe               | Episodios: «Stand Up» y «Pokies»              |
| 2014           | The Moodys                   | Lucy                | Episodio: «Australia Day»                     |
| 2014           | Jack Irish: Dead Point       | Marie               | Telefilme                                     |
| 2014           | The Code                     | Sheyna Smith        | Episodios: «1.1» y «1.2»                      |
| 2015           | Ready for This               | Zoe Preston         | Papel principal; 13 episodios                 |
| 2016           | The Weekend Shift            | Laura               |                                               |
| 2016           | Tomorrow, When the War Began | Corrie Mackenzie    | Miniserie; 6 episodios                        |
| 2017           | High Life                    | Holly McMahon       |                                               |
| 2017           | Doctor Doctor                | Millie              | Episodio «Picture of Innocence»               |
| 2018           | Picnic at Hanging Rock       | Marion Quade        | Miniserie                                     |
| 2018           | Mystery Road                 | Crystal Swan        | Miniserie                                     |
| 2018           | Pine Gap                     | Immy Dupain         | Miniserie                                     |
| 2018           | Tidelands                    | Violca              | Papel principal                               |
| 2021-2025      | La rueda del tiempo          | Egwene al'Vere      | Papel principal; 24 episodios                 |
| 2024           | Curses!                      | Inala (voz)         | Serie de animación; episodio «The Didgeridoo» |
| 2024-presente  | Ark: The Animated Series     | Helena Walker (voz) | Serie de animación; 6 episodios               |
| 2025           | Strife                       | Willow              | 2 Episodios                                   |
| (Fuente: IMDb) |                              |                     |                                               |

### Videojuegos
| Año  | Título                 | Papel              | Notas |
| ---- | ---------------------- | ------------------ | ----- |
| 2021 | Ark: Survival Evolved  | Helena Walker/HLNA | Voz   |
| 2023 | Ark: Survival Ascended | Helena Walker/HLNA | Voz   |